# 1802 az irodalomban

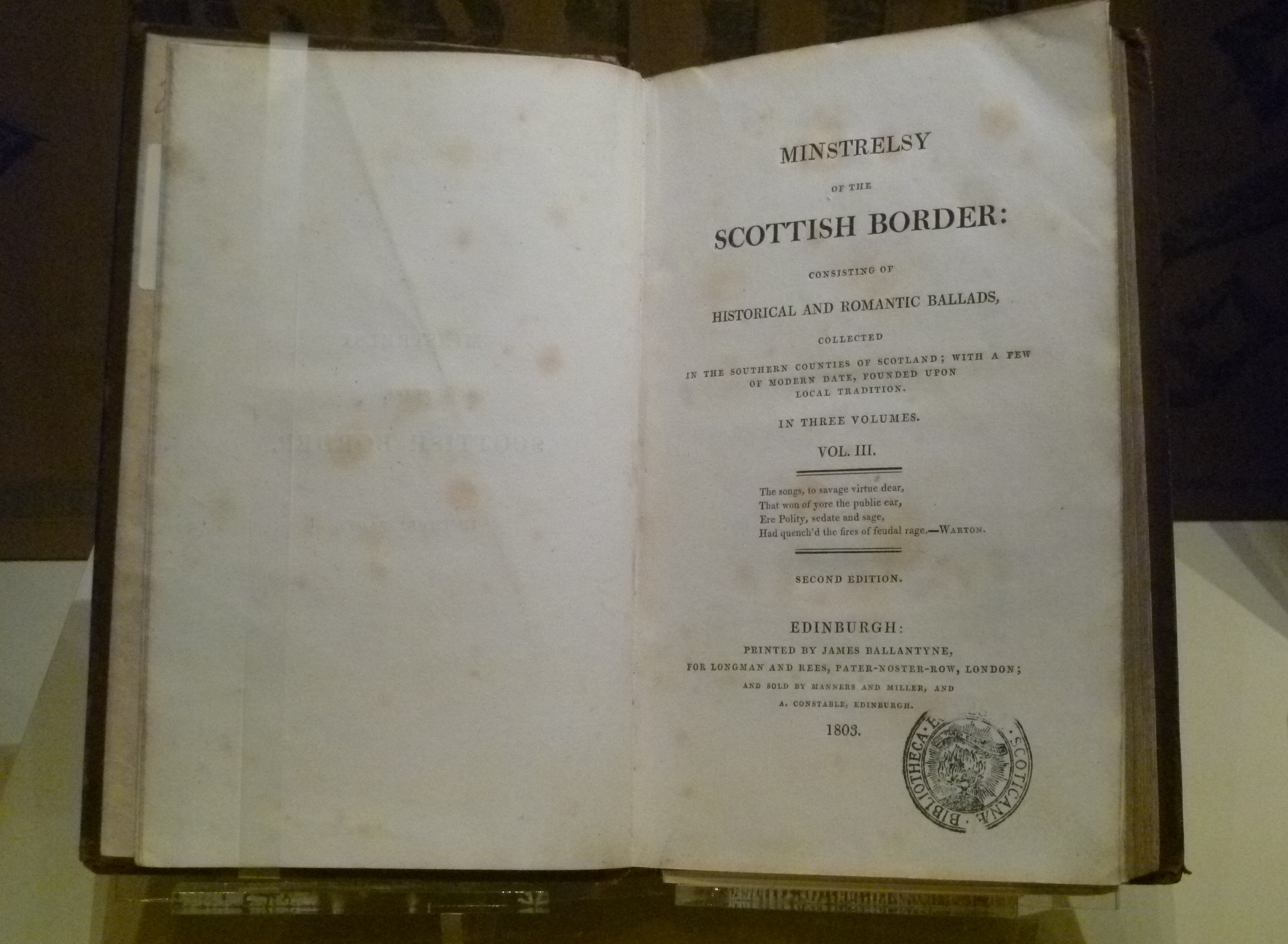
Walter Scott népballada-gyűjteménye

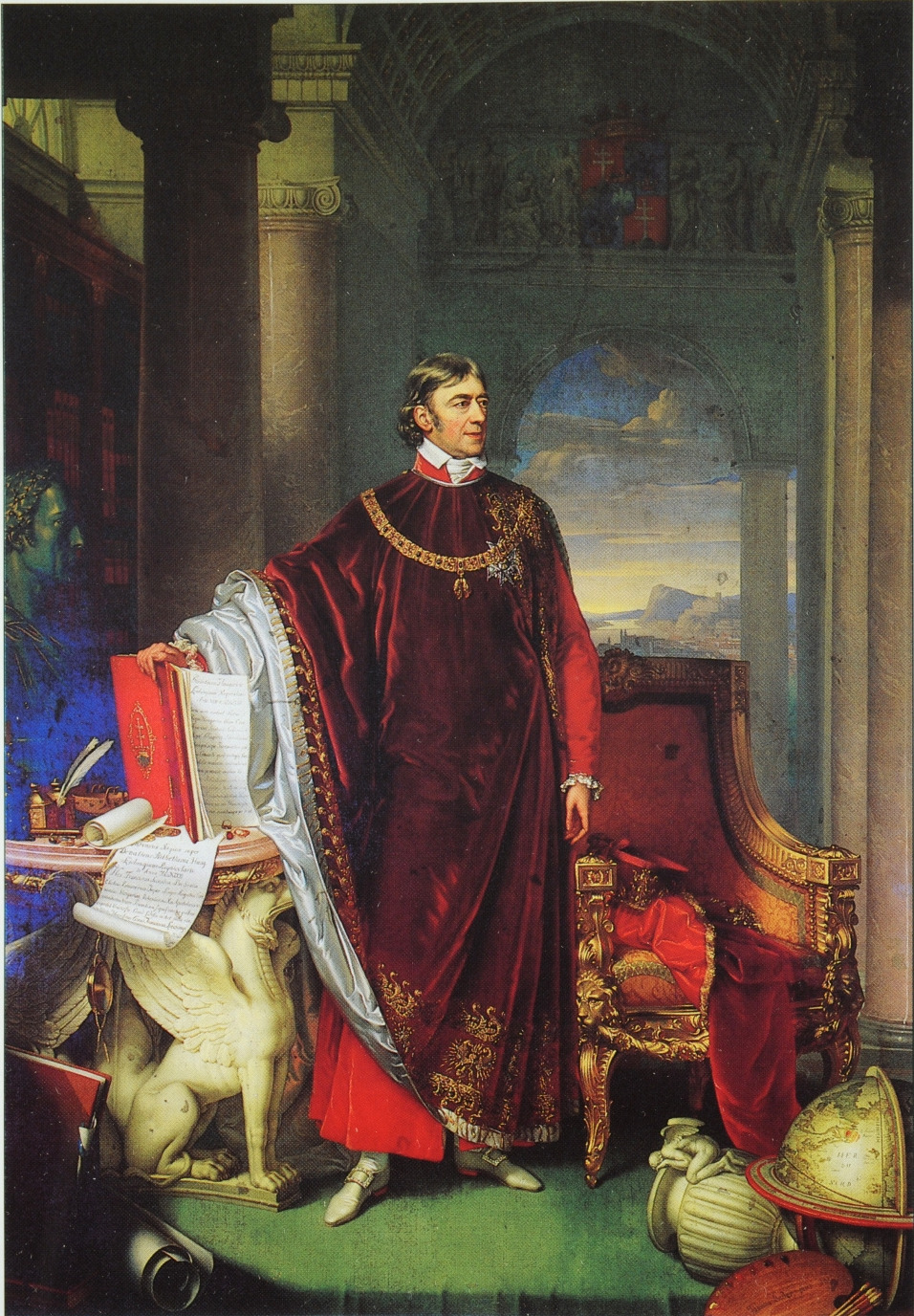
Széchényi Ferenc

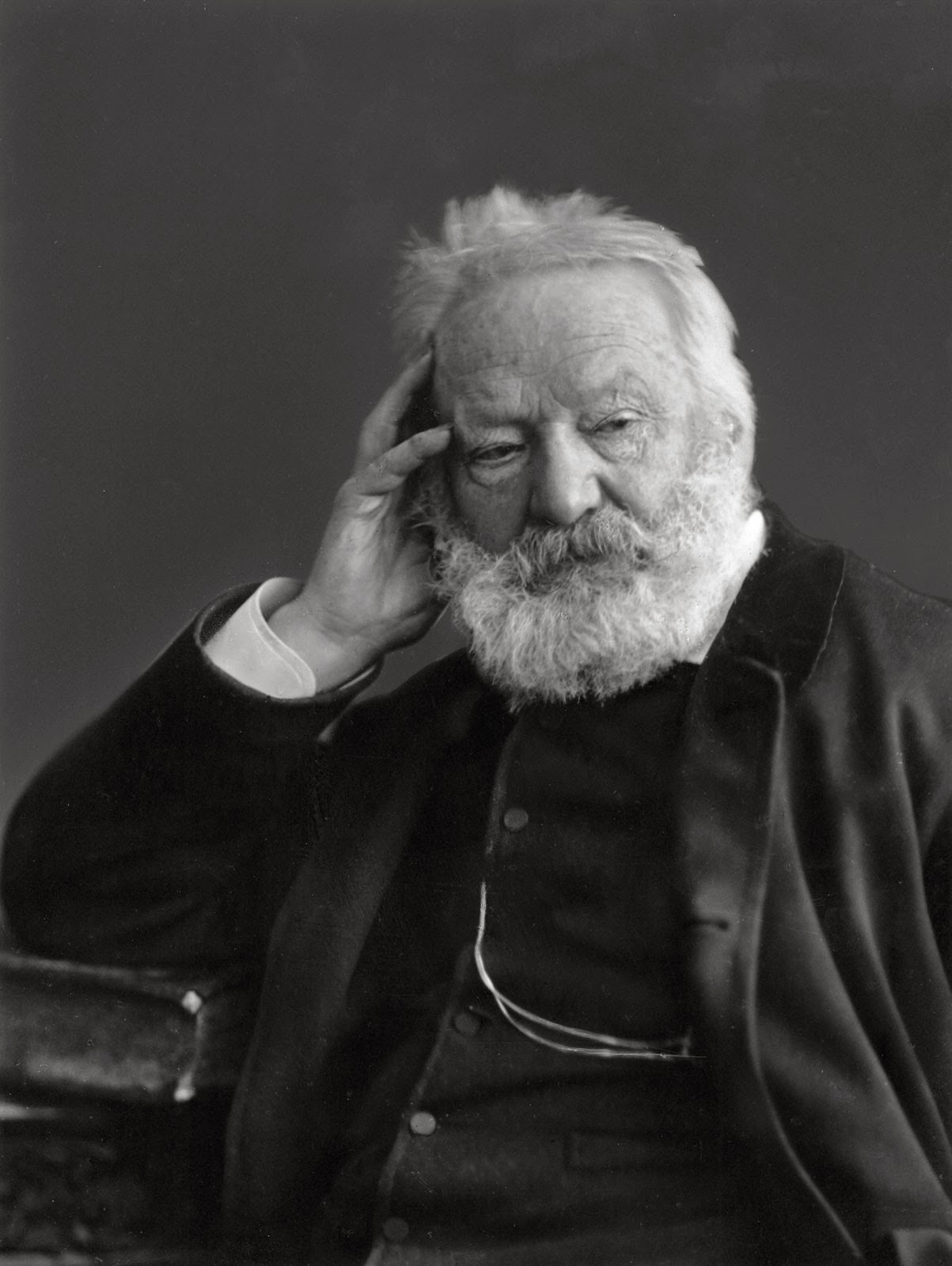
Victor Hugo (1884)

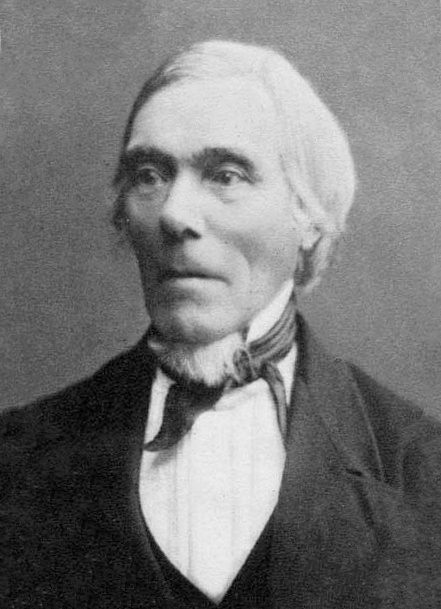
Elias Lönnrot

Az 1802. év az irodalomban.

## Események
- november 25. – Széchényi Ferenc királyi főkamarásmester, Somogy vármegye főispánja hatalmas kézirat- és könyvgyűjteményét a nemzetnek adományozza, majd ezt nagycenki gyűjteményeivel egészíti ki. Ezzel az Országos Széchényi Könyvtár és a Magyar Nemzeti Múzeum alapjait veti meg.

## Megjelent új művek
- Walter Scott (név nélkül megjelent) népballada-gyűjteménye: The Minstrelsy of the Scottish Border (A skót határvidék népköltészete)  (3 kötet. Edinburgh, 1802–1803).
- François-René de Chateaubriand: A kereszténység szelleme, avagy a keresztény vallás szépsége (Génie du christianisme, ou Beautés de la religion chrétienne), apologetikus esszé.
- François-René de Chateaubriand kisregénye: René, avagy a szenvedélyes érzelmek hatása (René, ou les Effets des passions).
- Megjelenik Madame de Staël francia írónő első regénye, a Delphine.

## Születések
- február 26. – Victor Hugo francia romantikus költő, író, drámaíró († 1885)
- április 9. – Elias Lönnrot finn író, nyelvész, népdalgyűjtő, a Kalevala összeállítója († 1884)
- július 24. – Id. Alexandre Dumas francia író, népszerű kalandos történelmi regények szerzője († 1870)
- augusztus 13. – Nikolaus Lenau osztrák költő, a német biedermeier korának meghatározó alakja († 1850)
- november 29. – Wilhelm Hauff német író, meseíró († 1827)
- december 8. – Alekszandr Ivanovics Odojevszkij orosz költő († 1839)
- december 25. – Ludolf Wienbarg német költő és író († 1872)

## Halálozások
- szeptember 24. – Alekszandr Nyikolajevics Ragyiscsev orosz író, filozófus (* 1749)